# 圣叙尔皮斯莱弗耶
圣叙尔皮斯莱弗耶（法語：Saint-Sulpice-les-Feuilles，法語發音：[sɛ̃ sylpis le fœj]）是法国新阿基坦大区上维埃纳省的一个市镇，属于贝拉克区。

## 地理
圣叙尔皮斯莱弗耶（46°19'9"N, 1°22'5"E）面积35.63 平方千米，位于法国新阿基坦大区上维埃纳省，该省份为法国中西部省份，北起顺时针与安德尔省、克勒兹省、科雷兹省、多爾多涅省、夏朗德省和维埃纳省接壤。
与圣叙尔皮斯莱弗耶接壤的市镇（或旧市镇、城区）包括：阿尔纳克拉波斯特、阿泽拉布勒、瓦雷耶、大谢佐、伯奈兹河畔马亚克、圣乔治莱朗德。

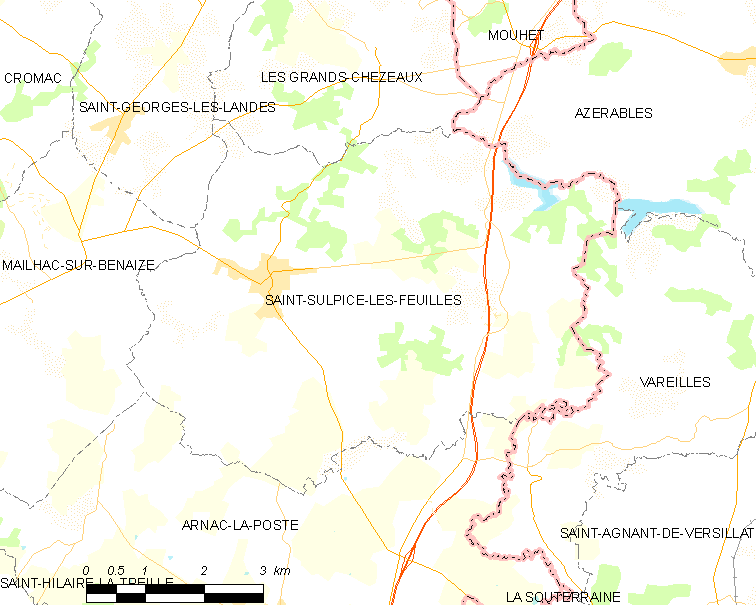
圣叙尔皮斯莱弗耶的OSM定位图

圣叙尔皮斯莱弗耶的时区为UTC+01:00、UTC+02:00（夏令时）。

## 行政
圣叙尔皮斯莱弗耶的邮政编码为87160，INSEE市镇编码为87182。

## 政治
圣叙尔皮斯莱弗耶所属的省级选区为沙托蓬萨克县。

## 人口

1962-2008年间圣叙尔皮斯莱弗耶人口变化图示

圣叙尔皮斯莱弗耶于2022年1月1日时的人口数量为1196人。